# Museu de História Natural Marinha de Busan
O Museu de História Natural Marinha de Busan é um museu localizado em Dongnae-gu, Busan, na Coreia do Sul. O museu foi inaugurado em 10 de junho de 1994.
Como o primeiro e maior museu coreano especializado em história natural marinha, este museu abriga cerca de 25.000 recursos de história natural marinha, incluindo espécies raras de 100 países ao redor do mundo, bem como espécies nativas da Coreia.